# Herman Hedning (serietidning)
Herman Hedning är en serietidning. Mellan hösten 1998 och hösten 2018 gavs den ut av Egmont Kids Media Nordic och sedan våren 2019 ges den ut av förlaget Evil Ink. 
Huvudserien är Herman Hedning av Jonas Darnell. Flera svenska och internationella biserier har publicerats i tidningen genom åren.
Serien Herman Hedning hade sedan 1988 publicerats som hel- och halvsidor i serietidningen Fantomen, men när tidningen Bacon & Ägg lades ner (där Darnell gjorde en stor del av arbetet) så fanns plötsligt möjligheten att låta den populära figuren Herman Hedning få en egen tidning. Tidningen blev snabbt populär och var en av de första i en våg av nya serietidningar med i huvudsak svenskt material. 

## Utgivning

### Egmont
1998 utkom två nummer och 1999 sex nummer, innan den år 2000 fick en utgivningstakt med åtta nummer per år till år 2010 där den började ge ut nio nummer per år. I den är serien om Herman Hedning numera sammanhängande historier om cirka 10–15 sidor.  Dessutom brukar det förekomma färglagda repriser på halvsidorna ur Fantomen. 
I november 2018 förklarade Darnell att Egmont beslutat att sluta ge ut Herman Hedning efter nummer 6 2018.

### Evil Ink
Darnell startade en kampanj på kickstarter för att driva tidningen vidare på eget förlag.  Kickstartern blev mycket framgångsrik och Darnell grundade förlaget Evil Ink.  Första numret av Herman Hedning på det nya förlaget kom ut i april 2019.

## Biserier
Tidningens biserier i alfabetisk ordning.
- Avgrunden
- Bacon & Egg
- Fergusson
- Fingal och hans finne
- Förortssatanisterna
- Illustrerad djävulskap
- James Hund
- Kommissarie Barskebäck
- Konrad och kungen
- Lars & Maxim
- Mer än ord
- Monster Motel
- Nefertiti 2000
- Ragnarök
- The Rescapists
- Rock Manlyfist
- Silikon-Valle
- Werner Warhead
- Zombillénium